# Publius és Lucius Cominius
Publius és Lucius Cominius (i. e. 1. század) római szónokok.
Két, plebejus nemzetségbeli testvér volt. I. e. 66-ban bevádolták a korábbi tribunust, Corneliust, de kénytelenek voltak erőszakos fellépésének engedni és elmenekülni Rómából. A később megújított perben Corneliust védő Cicero nagyon dicsérte Publius Cominius beszédét. Quintus Asconius Pedianus is elismeréssel említi a beszédet.